# Engelbrecht (geslacht)
Engelbrecht is de naam van een Nederlands geslacht, dat in 1960 werd opgenomen in het Nederland's Patriciaat.

## Familiewapen
Het Engelbrecht familiewapen wordt als volgt beschreven in het Nederlands Patriciaat: Gedeeld: I. in blauw een aanziende, geklede engel van natuurlijke kleur; II. in goud een zwaard van natuurlijke kleur met de punt omhoog. Helmteken: een zilveren vlucht. Dekkleden: zilver en blauw.

## Vanaf de 19e eeuw
In de 19e eeuw waren een groot aantal Engelbrecht telgen actief in diverse functies in Nederlands-Indië. Frederik Cornelis (1804-1869) was er hoofd-administrateur van de marine. Deze trouwde in 1833 in Semarang met Johanna Nons. Hun zoon Willem Anthony (1839-1921) was Nederlands jurist, lid van de Raad van Nederlands-Indië en aldaar een van de voorlopers van de zogenaamde ethische politiek. Hij trouwde in 1862 met Maria Annetta Emilie Canter Visscher (de moeder van Johannes Frederik Engelbrecht (1863-1911) raadsheer Hooggerechtshof van Nederlands-Indië) en trouwde voor een tweede maal met Berendina Margaretha Pepfenhauser. Uit dit tweede huwelijk kwam o.a. Willem Bernard (1881-1955). Willem Bernard was een in Nederlands-Indië opgegroeide diplomaat en nationaalsocialistisch bestuurder en was van oktober 1941 tot mei 1945 werkzaam als Commissaris der Provincie in Utrecht.
Een andere zoon van bovengenoemde Frederik Cornelis en Johanna Nons was Eduard Alexander (1840-1930) de resident van Bantam in de periode 1884-1888. Deze trouwde in 1863 met Justine Louise Godefroy (dochter van Pieter Johannes Godefroy) en kregen samen zes kinderen waaronder hun dochter Cornélie Marie (1879-1950) die in 1902 trouwde met landsadvocaat Antoni Willem Hartman en hun zoon Willem Anton Engelbrecht (1874-1965) die in 1903 trouwde met Elisabeth Margaretha Lycklama à Nijeholt (een dochter van Petrus Lycklama à Nijeholt). Willem Anton was verzamelaar van oude zeldzame reisbeschrijvingen en atlassen. Daarnaast was hij bestuurder en had hij een leidinggevende functie in het bedrijf Wambersie & Zoon C.V. in Rotterdam. Een dochter van Frederik Cornelis en Johanna Nons was Frederike Wilhelmine Engelbrecht, gehuwd sinds 21-8-1873 met scheepvaartman en politicus Antoine Plate.

## Enkele telgen
De stamreeks zoals gepubliceerd in Nederland's Patriciaat 46, 1960, begint met Berend Christopher Engelbrecht, geboren in Kröpelin in 1711, molenaar in Grömitz en stierf aldaar op 1 november 1785. Hij trouwde een eerste maal met Ida Magdalena Gronemann en een tweede maal met Dorothea Maria Brethfeldt. Deze laatste was geboren in Zarnekau (Oldenburg) op 4 december 1735 en overleed in Grömitz op 30 mei 1811. Zij was de dochter van Hans Hinrich Brethfeldt (de jonge) en Justina Sophia Röper. Uit dit tweede huwelijk werden geboren (o.a.):

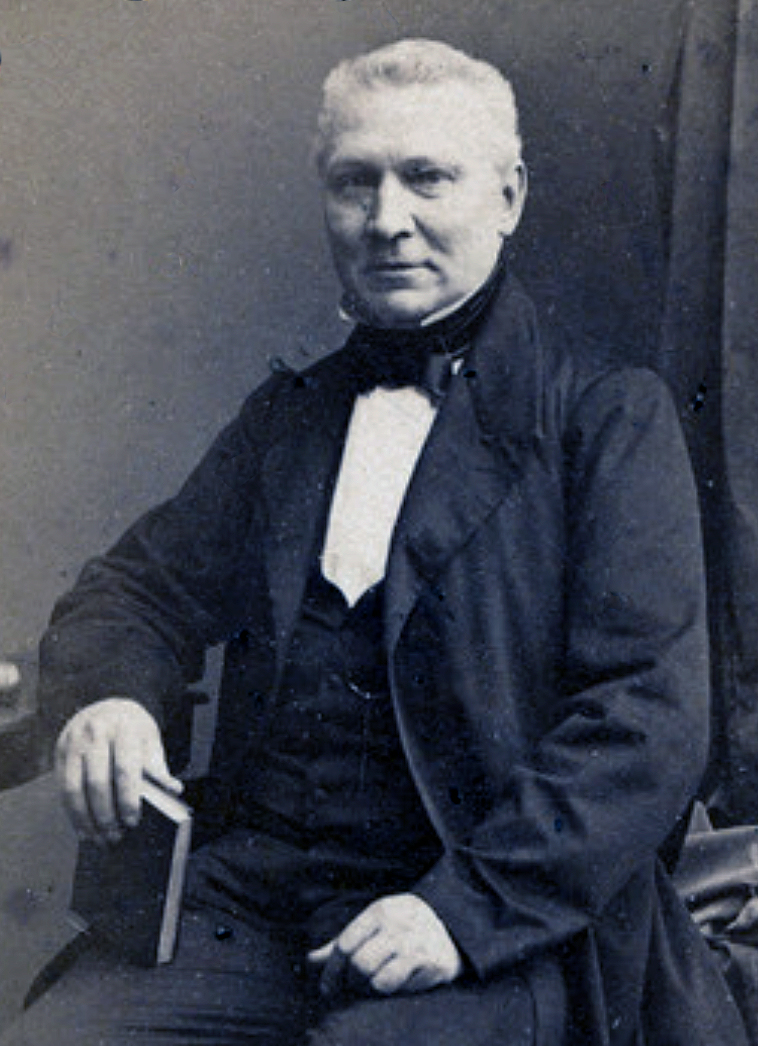
Frederik Cornelis Engelbrecht (1804-1896), Kapitein-ter-zee honorair, hoofd-administrateur van de marine in Nederlands-Indië

- Jürgen Diedrich Engelbrecht (1774-1819), kapitein ter koopvaardij en reder.
  - Frederik Cornelis Engelbrecht (1804-1869), Kapitein-ter-zee honorair, hoofd-administrateur van de marine in Nederlands-Indië.[2]
    - Willem Anthony Engelbrecht (1839-1921), lid Raad van Nederlands-Indië
      - Johannes Frederik Engelbrecht (1863-1911), raadsheer Hooggerechtshof van Nederlands-Indië
      - Willem Bernard Engelbrecht (1881-1955), gezant in Polen, commissaris provincie Utrecht, trouwde Marie Karolina Julie Gravin Logothetti
        - Hugo Willem Engelbrecht (1915-2004), trouwde Caroline Frida Maria Schmid
          - Wilken Willem Karel Hugo Engelbrecht (1962), hoogleraar letterkunde, trouwde Jana Vašátková
            - Willem-Jaroslav Engelbrecht (1997)
            - Daniel Hugo Engelbrecht (2006)

          - Berend Willem Karel Hugo Engelbrecht (1964), IT manager
          - Caroline Wilhelmina Catharina Huguette Engelbrecht (1966), paramedisch assistente, trouwde 1) Geert Boele van der Leest (1963), 2) Edo Westerhuis
          - Einhard Willem Karel Hugo Engelbrecht (1971), IT manager

        - Karel Willem Engelbrecht (1933-2006), arts, trouwde Mechlina Johanna Maria Kruijssen
          - Willem Johannes Engelbrecht (1967), arts, trouwde Edith Kreuk
            - Heleen Margreet Ine Engelbrecht (2003)
            - Tessa Caroline Engelbrecht (2005)
            - Quinten Willem Karel Engelbrecht (2008)

          - Johannes Willem Engelbrecht (1969)
          - Ingrid Karin Engelbrecht (1973)

    - Eduard Alexander Engelbrecht (1840-1930), resident van Bantam
      - Willem Anton Engelbrecht (1874-1965), trouwde Elisabeth Margaretha Lycklama à Nijeholt
      - Cornélie Marie Engelbrecht (1879-1950), trouwde Antoni Willem Hartman

    - Ferdinand Karel Engelbrecht (1842-1920), vice-admiraal

Geslachten die opgenomen zijn in het sinds 1910 verschijnende genealogische naslagwerk Nederland's Patriciaat. Lijst volgens opgave van het CBG Centrum voor familiegeschiedenis.
A · B · C · D · E · F · G · H · I · J · K · L · M · N · O · P · Q · R · S · T · U · V · W · Y · Z